# Payrolling
Payrolling – w outsourcingu wydzielenie z działalności gospodarczej i przekazanie zewnętrznemu partnerowi (wyspecjalizowanej firmie) obsługi kadr i płac. Jedna z najmłodszych i najdynamiczniej rozwijających się odmian outsourcingu. 
Szacuje się, że skorzystanie z payrollingu jest opłacalne dla firm zatrudniających ponad 20 osób – przy zewnętrznej obsłudze płac stu osób firma może już uzyskać znaczne oszczędności. Payrolling to głównie oszczędności związane z zatrudnieniem specjalistów oraz duża oszczędność czasu. 
Do wad payrollingu można zaliczyć głównie pewne obawy dotyczące bezpieczeństwa i poufności przekazywanej dokumentacji. Brak zaufania do firmy zewnętrznej jest głównym hamulcem dla wielu przedsiębiorców.